# Charles Mouton
Charles Mouton (Rouen, 1626 circa – 1699 circa) è stato un liutista e compositore francese.

## Biografia
Sono assai scarse e frammentarie le informazioni sulla vita del musicista. Quasi certamente nacque a Rouen, attorno al 1626. Le notizie riportate dicono della sua formazione musicale sotto la guida di Denis Gaultier, di cui ereditò la popolarità nel mondo musicale francese, dato acquisito con buona approssimazione a partire dal 1656. Attorno al 1664 si trovava a Parigi, dove insegnava liuto. Sette anni dopo era alla corte di Torino, ma ritornò a Parigi verso il 1678. Il rientro nella capitale francese fu dovuto a un processo celebrato a sua moglie, e da allora il musicista prese definitivamente dimora nella città parigina. Le cronache del 1691 nel Livre commode des adresses lo indicano come uno dei quattro maestri liutisti della capitale. Mouton ebbe fra i suoi allievi più celebri René Milleran e Franz Le Sage de Richée. Diede anche lezioni alla figlia dell'incisore Gerard Edelinck, che per sdebitarsi incise nel 1690 il ritratto del liutista eseguito dal pittore François de Troy.
Autore di opere riguardanti il liuto e di composizioni per lo strumento, morì alla fine del XVII secolo.

## Opere
Se incerte sono le informazioni sulla vita del musicista, rimangono meno dubbie le testimonianze sulle sue opere. Il catalogo di Amsterdam registra quattro libri di liuto di Mouton, Pièces sur différents modes, conservati o a stampa o in forma manoscritta nella Biblioteca Nazionale del Conservatorio di Parigi. Ciascun libro è formato da 29 pezzi raccolti in 8 suite, con un preludio che precede ognuna di esse. Pur essendo Mouton di impronta decisamente francese, anche per i suoi trascorsi torinesi avvertì l'influenza italiana, fornendo un significativo contributo alla forma della suite nella sua strutturazione.